# Falta de memória (probabilidade)
Em probabilidade e estatística, a falta de memória é uma propriedade de certas distribuições de probabilidade. Ela descreve situações em que o tempo já gasto esperando por um evento não afeta o quanto mais tempo de espera vai durar. Para modelar situações de falta de memória com precisão, temos que desconsiderar o estado passado do sistema – as probabilidades permanecem inalteradas pelo histórico do processo. Apenas dois tipos de distribuições não têm memória: distribuições de probabilidade geométricas e exponenciais.